# Olidiana serra
Olidiana serra är en insektsart som beskrevs av Nielson 1982. Olidiana serra ingår i släktet Olidiana och familjen dvärgstritar. Inga underarter finns listade i Catalogue of Life.